# Mull of Kintyre (singolo)
Mull of Kintyre è un brano musicale di Paul McCartney & Wings, pubblicato come singolo nel 1977.

## Il brano
Il brano è accreditato a McCartney e Denny Laine e venne scritto come forma d'omaggio all'omonima estremità della pittoresca penisola del Kintyre nella regione di Argyll and Bute, Scozia, dove McCartney aveva una casa e uno studio di registrazione fin dalla fine degli anni sessanta.
La canzone si rivelò il maggiore successo degli Wings in Gran Bretagna dove arrivò al numero 1 in classifica, e fu il primo singolo a vendere più di due milioni di copie nel solo Regno Unito.

### Origine e storia
Il testo della prima strofa, usata anche come ritornello, è un'ode alla bellezza naturale del luogo e al senso di familiarità e tranquillità che ispira:
Mull of Kintyre
Oh mist rolling in from the sea,
My desire
Is always to be here
Oh Mull of Kintyre 

McCartney spiegò così l'origine della canzone: 
Mull of Kintyre venne registrata nell'agosto 1977 a Campbeltown, nella fattoria scozzese di proprietà di McCartney, durante una pausa nelle sedute di registrazione per London Town, causata dallo stato di avanzata gravidanza di Linda McCartney, con alcune sovraincisioni effettuate ad Abbey Road in ottobre. Il suono delle cornamuse della banda locale di Kintyre fu incluso come parte principale della registrazione.  Mull of Kintyre e Girls' School (un brano rock registrato inizialmente per l'album London Town) furono pubblicate come singolo l'11 novembre 1977.

### Accoglienza
L'appeal commerciale della canzone fu massimo durante il periodo pre-natalizio e diventò numero 1 in classifica in Gran Bretagna, restando per 9 settimane in cima alla classifica. Il brano divenne anche un considerevole successo internazionale, dominando le classifiche in Australia e in molti altri Paesi durante le festività. Il singolo diventò il primo a vendere più di 2 milioni di copie in Gran Bretagna, diventando il singolo più venduto di tutti i tempi (eclissando She Loves You dei Beatles) fino all'arrivo del brano Do They Know It's Christmas? della Band-Aid nel 1984 (nel quale comunque figurava McCartney sulla B-side).
Negli Stati Uniti, invece la canzone non raggiunse un elevato successo, il lato B Girls' School ricevette maggiori passaggi radio e raggiunse solo il 33º posto nella classifica Billboard Hot 100 mentre Mull of Kintyre fece anche peggio piazzandosi solamente al 45°. A conseguenza di ciò, McCartney non ha mai eseguito dal vivo Mull of Kintyre durante i suoi frequenti tour in America, suonandola solo in qualche occasione in Canada.
Nel 1985, Denny Laine, coautore del pezzo, dovette venderne i diritti d'autore per problemi economici.
Infine la canzone (con un testo modificato secondo le esigenze) è stata adottata da molte tifoserie di squadre di calcio britanniche, come quella del Nottingham Forest F.C..

## Tracce
1. Mull of Kintyre (Paul McCartney & Denny Laine) - 4:45
2. Girls' School (Paul McCartney) - 4:35

## Formazione
- Paul McCartney – voce, chitarra acustica, basso
- Linda McCartney – cori, percussioni
- Denny Laine – cori, chitarra elettrica, chitarra acustica
- Campbeltown Pipe Band – cornamusa

## Cover
- Ashley MacIsaac reinterpretò il brano sul suo album del 2003 Ashley MacIsaac.
- I Celtic Thunder reinterpretarono la canzone nel loro album Act Two.
- Glen Campbell eseguiva spesso la canzone durante i suoi tour negli anni settanta. Suonava anche la cornamusa.[11]